# Place des Arts
La Place des Arts es un complejo artístico y cultural situado en el centro de Montreal (Quebec, Canadá).

## Instituciones
El Museo de arte contemporáneo de Montreal está situado en la Place des Arts.

## Historia
Su nombre procede de un antiguo taller que pertenecía al escultor Armand Vaillancourt, que fue cerrado por la famosa Loi du cadenas (Ley del candado) del primer ministro del Quebec de la época, Maurice Duplessis. En efecto, los artistas que frecuentaban este taller eran sospechosos de apoyar a los comunistas, lo que implicaba inmediatamente su clausura por parte del Estado.

## Geografía
La Place des Arts se sitúa entre el Boulevard de Maisonneuve y la rue Sainte-Catherine, y entre las calles Saint-Urbain y Jeanne-Mance.
Durante el Festival Internacional de Jazz de Montreal, está comprendida en la zona cerrada al tráfico y reservada a los peatones.

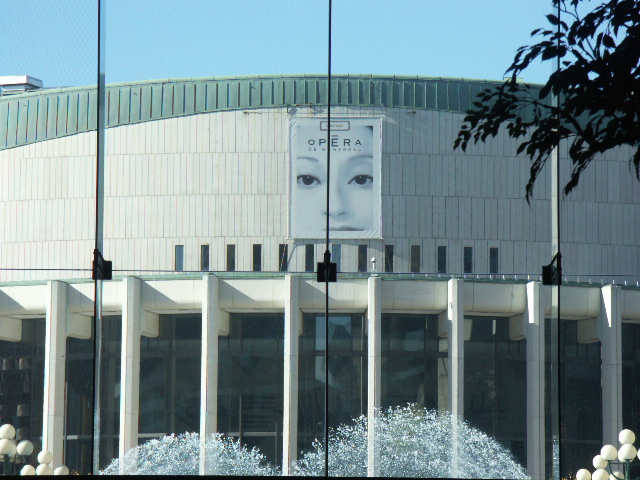
Vista desde el interior del Complexe Desjardins
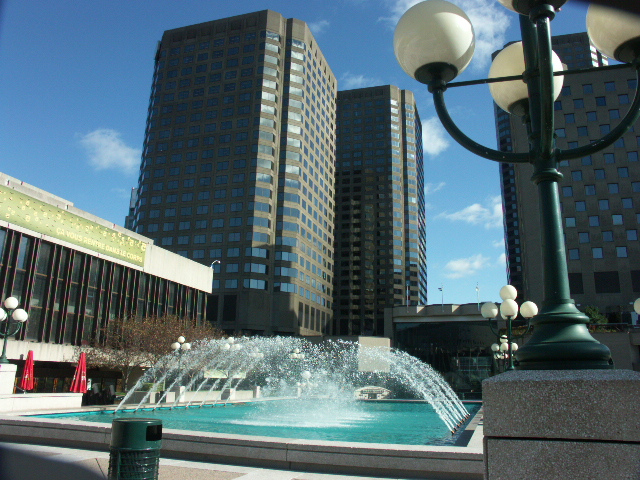
Fuente en la azotea de la Place des Arts
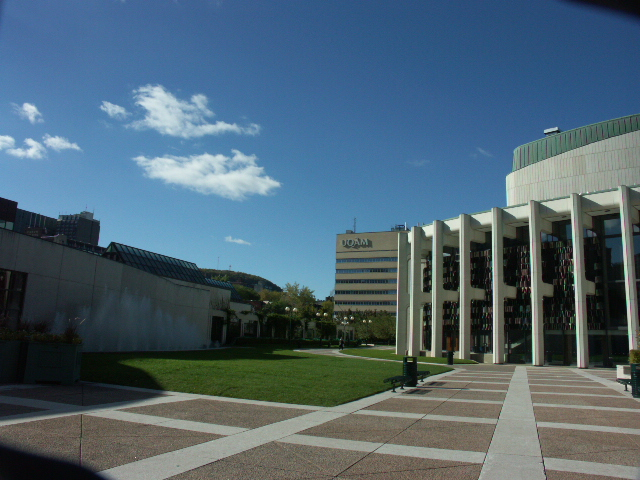
Azotea, vista hacia el norte
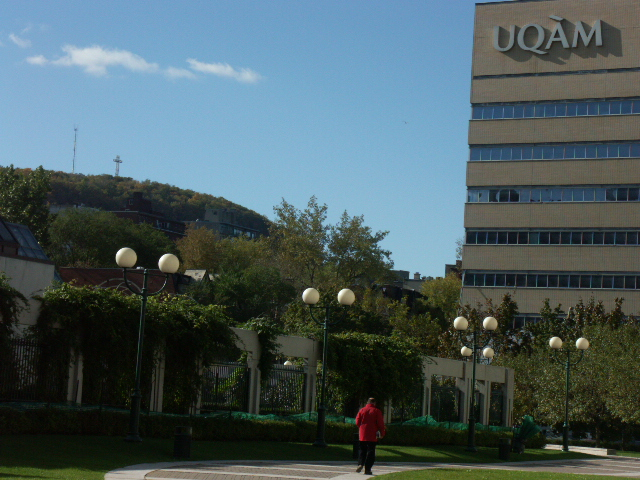
Misma vista hacia el norte, se ve el monte Royal y el pavillon Président-Kennedy de la UQAM